# Silvia Petrin
Silvia Petrin (* 1937 in Wien) ist eine österreichische Historikerin und Archivarin.

## Leben und Werk
Nach dem Besuch des Mädchenrealgymnasiums in Mödling, wo sie bis heute lebt, studierte Silvia Petrin von 1955 bis 1961 Geschichte und Geographie an der Universität Wien. Das Studium schloss sie mit einer Dissertation über die „Geschichte des Marktes Perchtoldsdorf: von den Anfängen bis zur Zerstörung durch die Türken im Jahre 1529“ und der Promotion zum Dr. phil. ab. Die Geschichte der Marktgemeinde Perchtoldsdorf und die Aufarbeitung ihrer Quellen blieb einer der wissenschaftlichen Arbeitsschwerpunkte von Silvia Petrin, die von 1970 an etliche Jahre hindurch auch das Gemeindearchiv betreute. Hauptberuflich aber war sie, nachdem sie von 1959 an in der Abteilung Porträtsammlung und Bildarchiv der Österreichischen Nationalbibliothek gearbeitet hatte, seit 1964 im Niederösterreichischen Landesarchiv tätig, das sie von 1991 bis zu ihrem Übertritt in den Ruhestand mit Jahresende 1997 leitete. In die Zeit ihres Direktorats fiel die Übersiedlung des Landesarchivs aus Wien in das neu errichtete Archivgebäude im Regierungsviertel in St. Pölten mit der feierlichen Eröffnung am 18. November 1997. Von 1991 bis 1994 wirkte Silvia Petrin überdies als Generalsekretärin des Vereins für Landeskunde von Niederösterreich. Seit 1994 übte sie eine Honorarprofessur für österreichische Landesgeschichte an der Universität Wien aus.

## Schriften (Auswahl)
- (Mit Fritz Eheim) Das Niederösterreichische Landesarchiv, St. Pölten 1977
- (Mit Rudolf Steuer) Archiv der Marktgemeinde Perchtoldsdorf: Inventar, Perchtoldsdorf 1980
- Die Stände des Landes Niederösterreich, St. Pölten 1982
- Der österreichische Hussitenkrieg 1420–1434, Wien 1982, 2. Aufl. 1994
- Geschichte des Marktes Perchtoldsdorf, Band 1: Von den Anfängen bis 1683, Perchtoldsdorf 1983

## Auszeichnung
2018 Medaille für Verdienste um das Archivwesen in Niederösterreich